# Centro de Referencia Estatal de Enfermedades Raras
El Centro de Referencia Estatal de Atención a Personas con Enfermedades Raras y sus Familias (CREER) de Burgos es un complejo sociosanitario asistencial y de investigación dependiente del IMSERSO, que atiende a personas con enfermedades de baja prevalencia, independientemente de su edad. También cuenta con servicios dirigidos a familiares, cuidadores y ONGS del sector.
Inaugurado en 2010 por la ministra socialista Trinidad Jiménez, el centro promueve la investigación y la formación, dirigiendo sus servicios sobre todo a la atención multidisciplinar de los afectados y sus familiares de toda España.
Está situado en la ciudad de Burgos (Castilla y León, España), cerca de la Universidad (Distrito 2 - Oeste). 

## Atención socio-sanitaria asistencial
Algunas enfermedades atendidas:
- ELA.
- Ataxia.
- Distrofia muscular.
- Paraparesia espástica.
- Miopatía.
- Malformaciones congénitas.
- Anomalías cromosómicas.

Algunos tratamientos:
- Fisioterapia.
- Terapia ocupacional.
- Logopedia.
- Psicología.
- Consultas médicas.

## Respiro familiar
El programa de Respiro Familiar permite estancias temporales en períodos vacacionales para personas con enfermedad rara, con objeto de que puedan descansar sus familiares y cuidadores.